# Ottone Calderari

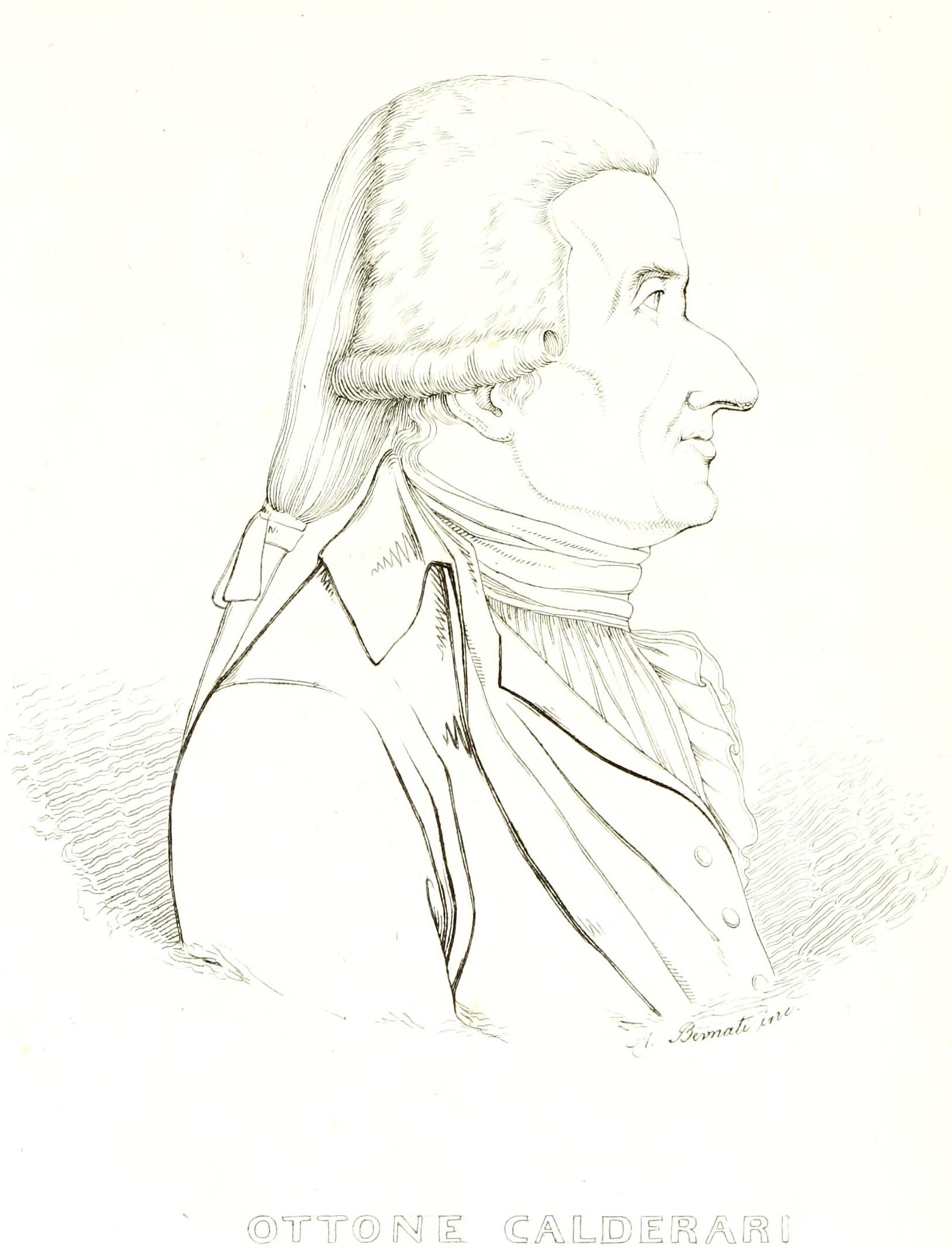
Ottone Calderari

Ottone Maria Calderari (* 8. September 1730 in Vicenza; † 26. Oktober 1803 ebenda) war ein italienischer Architekt.

## Biographie

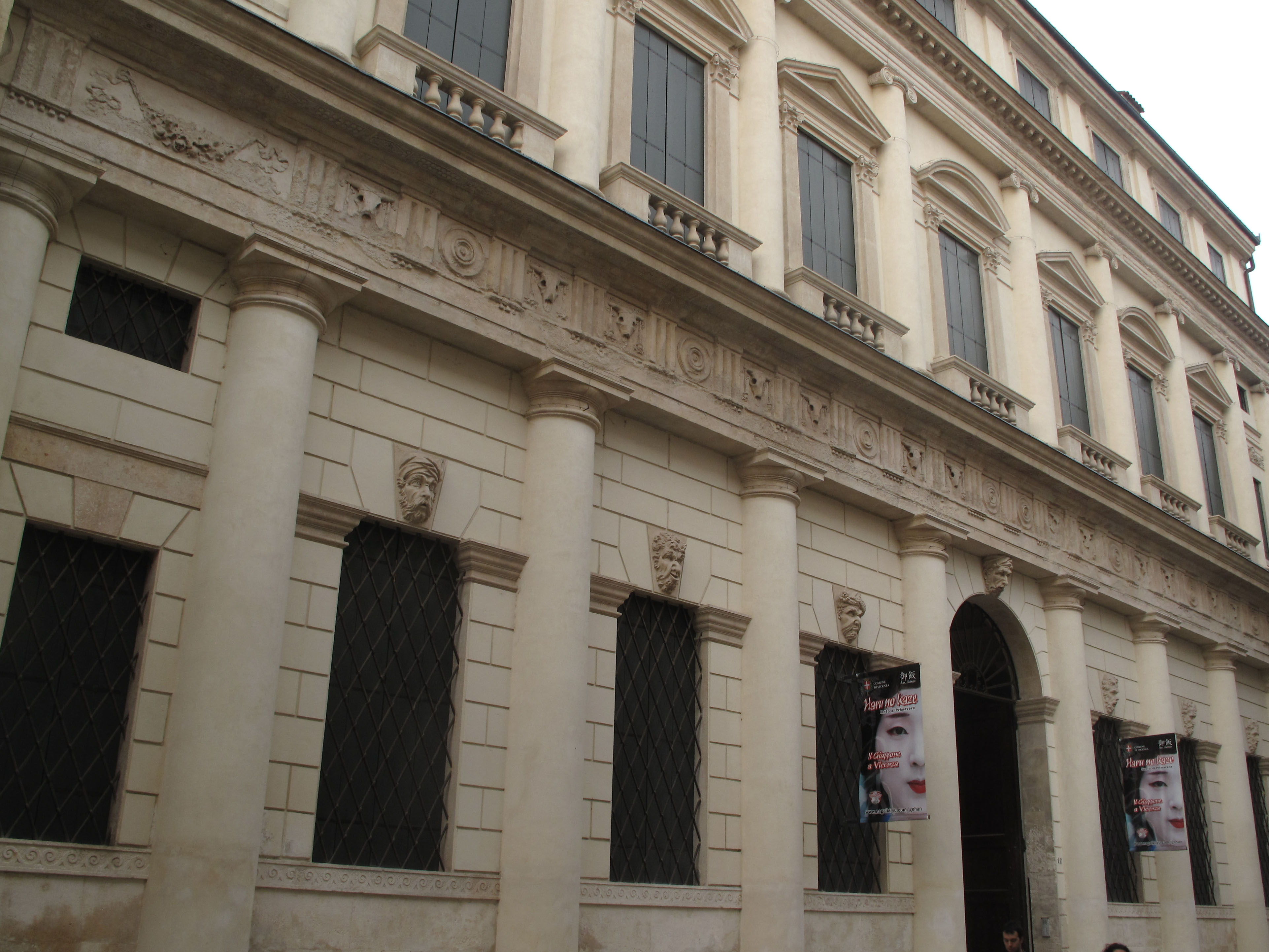
Palast Cordellina

Ottone Maria Calderari wurde am 8. September 1730 in Vicenza geboren. Sein Stil orientierte sich an dem von Andrea Palladio. Erwähnenswert für diesen Stil sind die Paläste Loschi und Cordellina, welche er um 1776 in Vicenza schuf.
Weitere bedeutende Bauwerke sind die Kirche Santa Orso in Santorso, das Seminar in Verona sowie diverse Villen in Breganze, Vivaro und Marostica.
Calderari starb am 26. Oktober 1803 in seiner Geburtsstadt.